# Villin

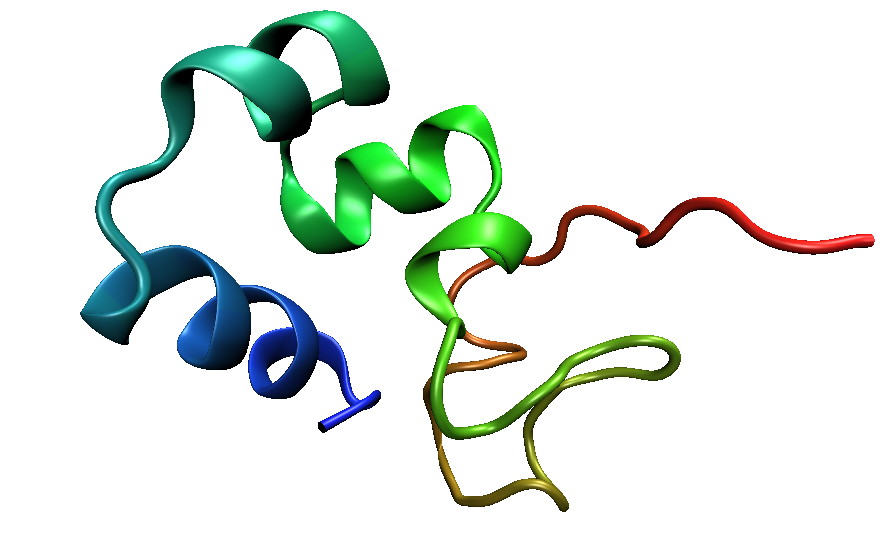
Villin von Hühnern

Villin ist eine Familie von Aktin-bindenden Proteinen, die insbesondere in Zellen vorkommt, die Mikrovilli ausbilden. Villin spielt eine wichtige Rolle in der Organisation und Dynamik des Zytoskeletts und ist vor allem in Epithelzellen des Darms und der Nierenkanälchen von Bedeutung. Die Villin-Familie umfasst mehrere Isoformen, die teilweise unterschiedliche Funktionen in spezifischen Geweben erfüllen.

## Struktur
Villin besteht aus mehreren konservierten Domänen, die jeweils spezifische Aufgaben bei der Bindung und Regulation von Aktinfilamenten übernehmen. Charakteristisch ist die Fähigkeit, Calciumionen (Ca²⁺) zu binden, was seine Aktivität maßgeblich beeinflusst. In Abwesenheit von Calcium stabilisiert Villin die Aktinfilamente, während hohe Calciumkonzentrationen zur Schneid- und Bündelungsaktivität führen.

### Domänenstruktur
Villin enthält:
- eine Kopfdomäne, die an Aktin bindet,
- eine Calcium-bindende Region, die für die Aktivierung wichtig ist,
- mehrere Aktin-Bindungsstellen, die die Bündelung und Stabilisierung der Filamente ermöglichen.

## Funktion
Die Hauptfunktion von Villin liegt in der Modifikation des Aktin-Zytoskeletts, insbesondere:
- Aktin-Bindung und -Stabilisierung: Villin bindet an Aktinfilamente und unterstützt die Ausbildung und Aufrechterhaltung der Mikrovilli.
- Calcium-abhängige Aktin-Spaltung: Bei erhöhten Calciumionen-Konzentrationen kann Villin die Aktinfilamente zerschneiden und so eine Umstrukturierung des Zytoskeletts bewirken.
- Aktin-Bündelung: Villin fördert die Bündelung von Aktinfilamenten, was für die Stabilität der Mikrovilli wichtig ist.

## Isoformen
Die Villin-Familie umfasst verschiedene Isoformen, die jeweils in spezifischen Zelltypen oder Geweben vorkommen und unterschiedliche Aufgaben haben:

### Villin 1 (VIL1)
Villin 1 ist die am besten untersuchte Form und hauptsächlich in den Epithelzellen des Darms und der Niere aktiv. Es ist maßgeblich an der Ausbildung und Stabilität der Mikrovilli beteiligt, was die Oberflächenvergrößerung und damit die Resorptionskapazität dieser Zellen erhöht.

### Villin 2 (VIL2), auch als Ezrin bekannt
Villin 2, besser bekannt als Ezrin, kommt in verschiedenen Epithelgeweben vor und verbindet das Zytoskelett mit der Zellmembran. Ezrin ist wichtig für Zellform und Beweglichkeit und spielt eine zentrale Rolle in Signalübertragungsprozessen, besonders im Kontext von Zelladhäsion und -migration.

### Villin 3 (VIL3)
Über Villin 3 ist weniger bekannt, es scheint aber in spezialisierten Zellen des Fortpflanzungssystems vorzukommen und möglicherweise eine Rolle in der Zellbeweglichkeit und Morphogenese zu spielen. Weitere Studien zur Funktion und Regulation von Villin 3 sind noch erforderlich.

## Biologische Bedeutung
Villin und seine Isoformen sind von zentraler Bedeutung für die Zellstruktur und Funktion in absorptiven Geweben:
- In Darmepithelzellen hilft Villin, eine große Oberfläche für die Nährstoffaufnahme zu schaffen.
- In Nierenzellen ist Villin für die Filtration und Resorption von Substanzen wichtig.
- Ezrin (Villin 2) verbindet das Zytoskelett mit der Zellmembran und reguliert die Zellmigration, was eine Rolle in der Immunabwehr und bei Wundheilungsprozessen spielt.

## Calciumabhängige Aktivierung
Calciumionen spielen eine entscheidende Rolle in der Regulierung der Villin-Aktivität. Durch die Bindung von Calcium an spezifische Stellen im Villin-Molekül wird die Schneide- und Bündelungsaktivität des Proteins aktiviert. Dieser Mechanismus ist wichtig, um die Anpassung und Umstrukturierung des Zytoskeletts in Reaktion auf extrazelluläre Signale zu ermöglichen.

## Medizinische Relevanz
Defekte oder unzureichende Expression von Villin-Isoformen können zu einer Vielzahl von Krankheitsbildern führen:
- Darmkrankheiten: Störungen in der Villin-Funktion können zu strukturellen Defekten in den Mikrovilli führen, was die Resorption beeinträchtigen kann.
- Krebs: Da Villin eine Rolle in der Zellbeweglichkeit und Zelladhäsion spielt, ist es auch ein Forschungsschwerpunkt in der Krebsbiologie. Veränderungen in Villin 1 und Ezrin wurden in verschiedenen Krebsarten beobachtet und stehen im Zusammenhang mit Metastasierung und Tumorprogression.
- Nierenerkrankungen: Veränderungen in der Villin-Expression können die Resorption und Filtration in den Nierentubuli beeinflussen und zu Nierenerkrankungen beitragen.

## Forschung und therapeutisches Potenzial
Da Villin in der Dynamik des Zytoskeletts eine zentrale Rolle spielt, ist es ein potenzielles therapeutisches Ziel, insbesondere in der Behandlung von Tumoren und entzündlichen Darmerkrankungen. Die Regulation der Calcium-bindenden Aktivität von Villin bietet Ansatzpunkte für die Entwicklung neuer Medikamente.